# سانتياجو فييرا
سانتياجو فييرا (بالإسبانية: Santiago Viera)‏ (4 يونيو 1998 بمونتفيدو في الأوروغواي - ) هو لاعب كرة قدم أوروغواني في مركز الوسط. شارك مع منتخب الأوروغواي تحت 17 سنة لكرة القدم ومنتخب الأوروغواي تحت 20 سنة لكرة القدم. أما مع النوادي، فقد لعب مع نادي ليفربول (مونتفيدو).

## روابط خارجية
- سانتياجو فييرا على موقع قاعدة بيانات كرة القدم.إي يو (الإنجليزية)
- سانتياجو فييرا على موقع Soccerway.com (الإنجليزية)